# Velasquismo (Perú)
El Velasquismo es una corriente política personalista en torno a la figura del expresidente peruano Juan Velasco Alvarado, orientada hacia el caudillismo, el agrarismo, el antiimperialismo, el populismo de izquierda, el socialismo nacional, el socialismo autogestionario, el patriotismo, el indigenismo, el nacionalismo de izquierda, el culto a la personalidad y el autoritarismo.
El velasquismo fue “una “revolución peculiar” en el Perú y América Latina. Mientras que los militares de otros países, con apoyo de los gobiernos de Estados Unidos y las derechas nacionales, combatían el comunismo, perseguían a los sectores progresistas, violaban los derechos humanos y buscaban, con éxito, liquidar la democracia, el golpe de los militares peruanos caminaba en otro sentido. Un proceso autoritario que combinaba un conjunto de reformas radicales y la democratización de la sociedad peruana. 
Para las clases dominantes el velasquismo es algo que nunca debió haber existido, una anomalía que debe olvidarse lo más pronto posible. Para emplear las frases de unos de sus críticos fueron “siete años de desvarío”. Pero entre los subalternos muchos consideran al gobierno de Velasco Alvarado como el mejor de la historia reciente. Este proceso, puso fin al viejo sistema oligárquico que había dominado la economía, la política y la sociedad, y que tenía como una de sus expresiones el latifundio y los llamados “barones del azúcar”, y como contraparte la servidumbre y el “pongaje”, una suerte de dominación total que unía esclavitud y racismo al mismo tiempo. Sea como fuere, el “suelo conversacional” es muy disparejo siendo así de esta forma poder haber evitado una guerra civil fratricida por parte de guerrillas de izquierda o la posible llegada del APRA al mando de Víctor Raúl Haya de la Torre entre los años 1960 y 1970.